# 挪威挪威航空
是挪威的低成本航空公司，為挪威穿梭航空的子公司，於2013年成立，總部位在挪威的奥斯陆加勒穆恩机场。

## 外部連結
- 官方網站（页面存档备份，存于）（英文）